# Coppa Bernocchi 1956
La Coppa Bernocchi 1956, trentottesima edizione della corsa, si svolse il 30 settembre 1956 su un percorso di 108,8 km e fu disputata a cronometro. Era valida come evento del circuito UCI categoria CB1.1. La vittoria fu appannaggio dell'italiano Vasco Modena, che terminò la gara in 2h31'55", alla media di 42,971 km/h, precedendo i connazionali Fausto Coppi e Pierino Baffi. L'arrivo e la partenza della gara furono a Legnano. Questa edizione della Coppa Bernocchi è stata valida anche come una delle prove dei campionati italiani di ciclismo su strada.

## Ordine d'arrivo (Top 10)
| Pos. | Corridore            | Squadra        | Tempo    |
| ---- | -------------------- | -------------- | -------- |
| 1    | Vasco Modena         | Arbos          | 2h31'55" |
| 2    | Fausto Coppi         | Carpano        | a 42"    |
| 3    | Pierino Baffi        | Nivea-Fuchs    | a 1'52"  |
| 4    | Giorgio Albani       | Legnano        | a 2'47"  |
| 5    | Cleto Maule          | Torpado        | a 2'50"  |
| 6    | Giuseppe Minardi     | Leo-Chlorodont | a 3'08"  |
| 7    | Waldemaro Bartolozzi | Legnano        | a 5'22"  |
| 8    | Giuseppe Cainero     | Carpano        | a 6'23"  |
| 9    | Adriano Zamboni      | Torpado        | a 6'36"  |
| 10   | Alfo Ferrari         | Arbos          | a 12'17" |